# São Raimundo Nonato
São Raimundo Nonato este un oraș în Piauí (PI), Brazilia.